# World Food Day Concert
Il World Food Day Concert è stato un concerto evento gratuito organizzato nei pressi del Colosseo a Roma il 27 ottobre 1996 per l'Organizzazione delle Nazioni Unite per l'alimentazione e l'agricoltura in vista del summit mondiale sull'alimentazione del 13-17 novembre. L'evento, della durata di cinque ore, fu condotto da Linus, Giovanna Cipriani e Federica Panicucci e trasmesso in diretta da Rai 2.

## Artisti
In ordine alfabetico:
- Tenores di Bitti
- Afro-Celt Sound System
- Alì Vague Trio
- Ambrogio Sparagna
- Ayub Ogada
- Bosio Big Band
- Claudio Baglioni (Ambasciatore artistico della FAO)
- Francesco De Gregori
- Fun Lovin' Criminals
- Justin Vali Trio
- Kali
- Kanyinda Mukala
- Khaled
- Luca Carboni
- Ma Li Chinese Trio
- Maria João Pires
- Youssou N'Dour

Molti degli artisti che si esibirono sul palco avevano collaborato con la WOMAD del cantautore britannico Peter Gabriel, la cui presenza era prevista sul palco.

## Koiné Global Village
Nei pressi della zona del Colosseo, il comitato non-profit Artù e il direttore artistico Pasquale Minieri allestirono il Koiné Global Village, un piccolo villaggio dedicato alla comunanza tra i popoli dove si svolsero seminari, stage e laboratori interculturali. Vi furono per esempio corsi di capoeira, di danze sudafricane e indiane e di percussioni, oppure piccole esibizioni di gruppi etnici. Il villaggio rimase aperto per cinque giorni, dal 22 al 27 ottobre 1996.

## Trasmissione
La Rai si occupò della trasmissione radio e televisiva dell'evento: in Italia su Rai 2 e in oltre 22 Paesi del mondo via satellite tramite Rai International. La sigla della trasmissione televisiva è Koiné, scritta da Claudio Baglioni e cantata dal vivo in chiusura dell'evento. La canzone venne inclusa nell'EP di Baglioni Noi no (Noi, mai più) uscito nel 1998 e in esclusiva per il CLAB.